# Diplexeur
Un diplexeur ([issu de l’anglais diplexer) est :
- un dispositif de filtrage pour fréquences radioélectriques,
- passif,
- à deux voies, mettant en œuvre chacune un filtrage de fréquences, sans recouvrement des bandes passantes,
- à trois portes, l’une étant commune aux deux voies, et les deux autres étant isolées l’une par rapport à l’autre, et terminant respectivement chacune des voies.

Le diplexeur est typiquement utilisé comme multiplexeur ou démultiplexeur dans le domaine fréquentiel.

## Informations générales

### Types de filtres
Plusieurs combinaisons de types de filtres sont possibles :

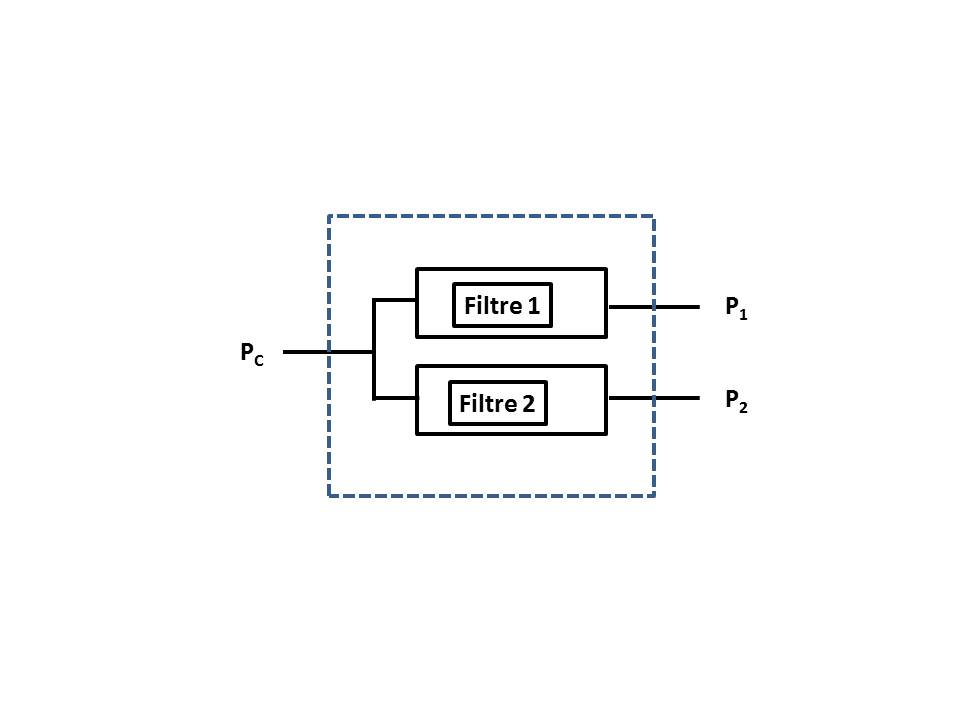
Schéma de principe d’un diplexeur.

- passe-bas et passe-haut ;
- passe-bande et coupe-bande ;
- passe-bas et passe-bande ;
- passe-bande et passe-haut ;
- double passe-bande.

### Usage
Vu le caractère passif du dispositif, chaque voie peut être utilisée dans un sens ou dans l’autre. Le diplexeur peut donc être utilisé comme :
- multiplexeur à 2 voies : le signal délivré à la porte commune PC (sortie) est la somme, après filtrages respectifs, des signaux injectés aux deux autres portes P1 et P2 (entrées) ;
- démultiplexeur à 2 voies : le signal délivré aux portes P1 et P2 (sorties) est le résultat du filtrage respectif du signal injecté à la porte PC (entrée) ;
- dispositif bidirectionnel : dans ce cas la porte PC est utilisée simultanément en entrée et sortie ; le signal injecté en P1 (ou P2) (entrée) est délivré après filtrage en PC (sortie); le signal injecté en PC (entrée) est délivrée après filtrage en P2 (ou P1) (sortie) ; ce type d’utilisation permet typiquement de combiner émission et réception via une antenne unique connectée en PC, le signal d’émission étant injecté sur la porte P1 (ou P2), et le signal de réception étant recueilli sur la porte P2 (ou P1).

### Dérivation en courant continu
Un diplexeur peut comporter une dérivation permettant le passage du courant continu, et éventuellement aussi d’un signal à basse fréquence, par exemple pour alimenter et asservir un équipement actif, comme une tête universelle de réception satellite.

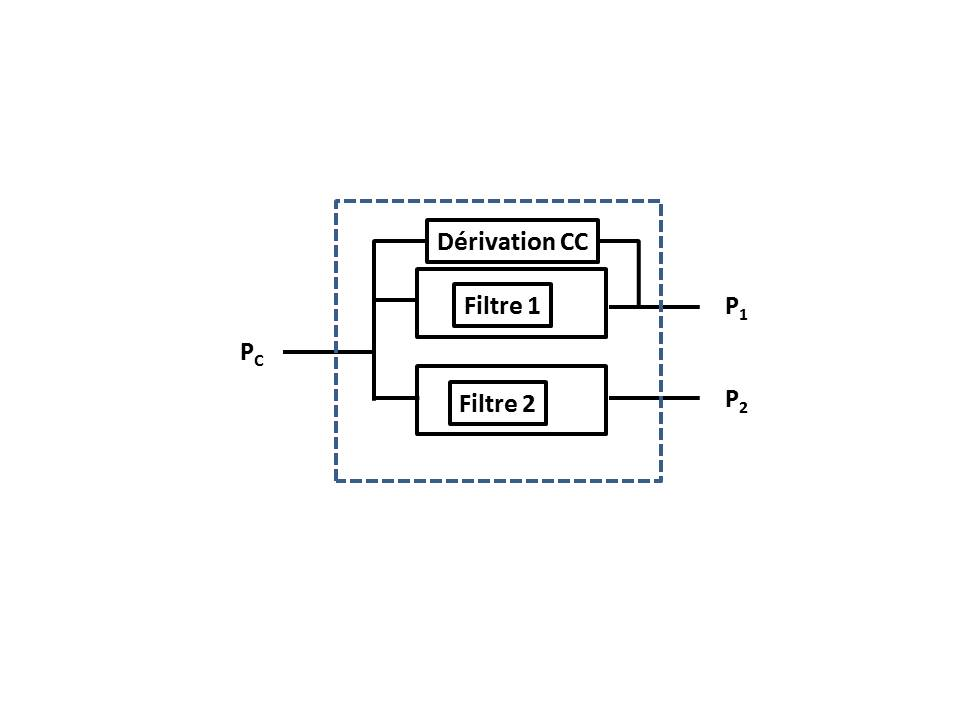
Schéma de principe d’un diplexeur avec dérivation en courant continu.

### Caractéristiques
Un diplexeur est caractérisé essentiellement par :
- les types de filtres utilisés ;
- les fréquences de coupure ;
- l'affaiblissement d'insertion (en anglais : Insertion Loss) mesuré sur chaque voie ;
- le facteur d'adaptation (en anglais : Return Loss) mesuré sur chaque porte ;
- l’isolation entre les portes P1 et P2.

## Usage résidentiel

### Application
En usage résidentiel, le diplexeur est souvent utilisé comme coupleur d’antennes, pour partager un câble coaxial unique entre une antenne satellite (signal BIS - Bande Intermédiaire Satellite, de 950 à 2150 MHz) et une antenne destinée à capter la télévision numérique terrestre (signal UHF dans la bande de 470 à 790 MHz).
On retrouve ce type de diplexeur commercialisé sous différentes terminologies : diplexeur,coupleur satellite et terrestre,coupleur SAT/TV,coupleur-découpleur satellite et hertzien,coupleur satellite et TNT…

### Configuration
Si l’on dispose d’un décodeur TV compatible avec les deux types de signaux, un seul diplexeur est requis. Dans le cas contraire, on utilise une paire de diplexeurs : un premier dispositif est placé près des antennes, tandis qu’un second se trouve près du décodeur satellite et de la télévision.

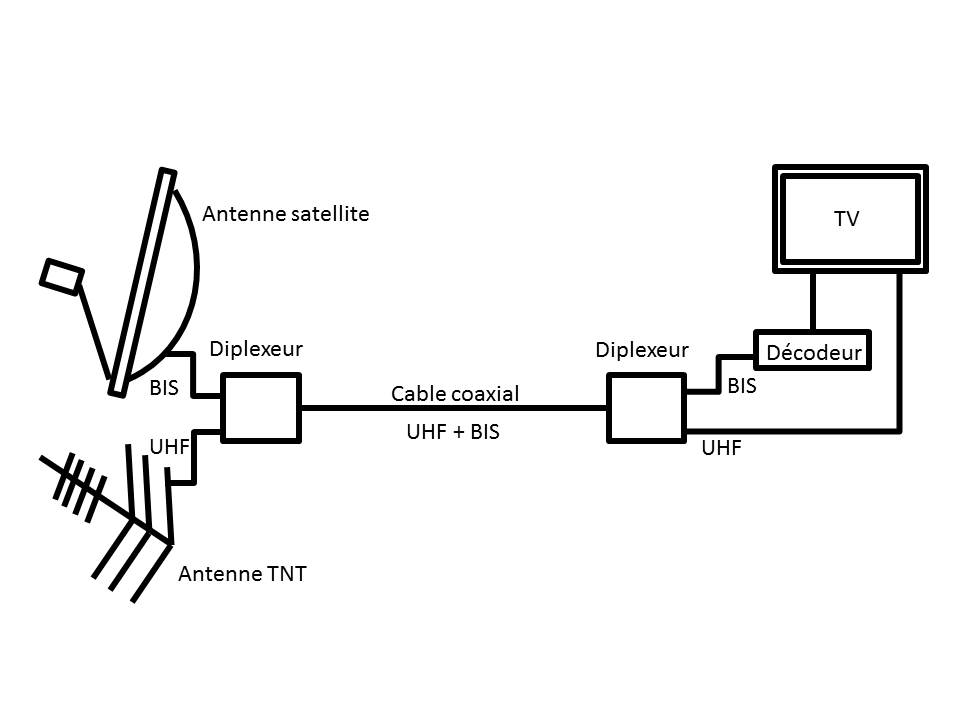
Usage résidentiel typique d’un diplexeur.

### Aspect
Un diplexeur pour usage résidentiel se présente typiquement sous la forme d’un petit boîtier blindé (dimensions de l’ordre de 50 × 25 × 20 mm), « hérissé » de 3 connecteurs femelles de type F.
Des inscriptions sur le boîtier permettent d’identifier les entrées/sorties respectives, en fonction de l’usage, les bandes de fréquences supportées (par exemple : 5-860 MHz et 950-2300 MHz), et la dérivation éventuelle en courant continu.

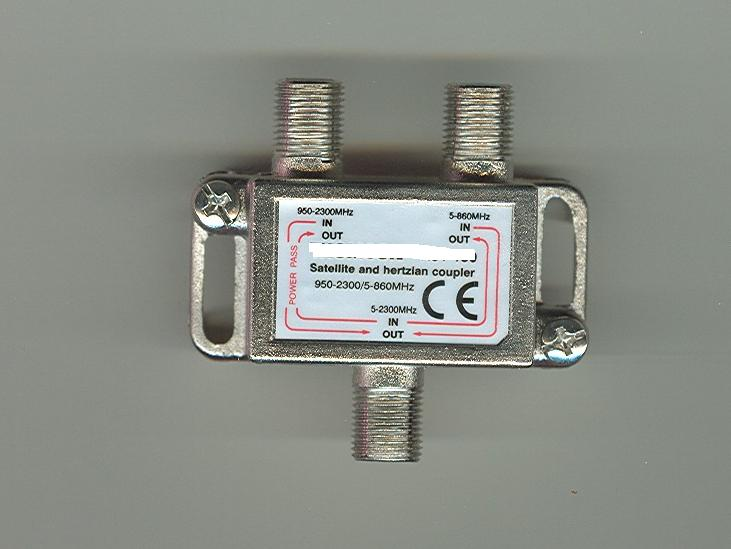
Exemple de diplexeur à usage résidentiel. On distingue la porte commune, d'un côté, et les deux autres portes, de l'autre. Les inscriptions sur le boîtier indiquent les bandes passantes, et la dérivation en courant continu.

### Caractéristiques
Mis à part les informations figurant sur le boîtier, les caractéristiques techniques des diplexeurs à usage résidentiel sont malheureusement rarement fournies. Il faut savoir que ce type de dispositif entraîne une certaine atténuation (typiquement de 1 à 2 dB) ; il est donc recommandé d’utiliser du câble coaxial, et une connectique, d’excellente qualité.